# Sphaerodoropsis vittori
Sphaerodoropsis vittori är en ringmaskart som beskrevs av Kudenov 1987. Sphaerodoropsis vittori ingår i släktet Sphaerodoropsis och familjen Sphaerodoridae.
Artens utbredningsområde är Mexikanska golfen. Inga underarter finns listade i Catalogue of Life.